# Aleksandr Czuprow
Aleksandr Aleksandrowicz Czuprow (ros. Алекса́ндр Алекса́ндрович Чупро́в; ur. 18 lutego 1874 w Masalsku, zm. 19 kwietnia 1926 w Genewie) – rosyjski matematyk, statystyk i ekonomista, twórca jednej z miar zależności tzw. współczynnika T-Czuprowa.

## Życiorys
Urodził się 18 lutego 1874 roku w Masalsku, w guberni kałuskiej Cesarstwa Rosyjskiego jako dziecko Aleksandra Iwanowicza Czuprowa, profesora ekonomii politycznej i statystyki na Uniwersytecie Moskiewskim.
W 1896 roku ukończył studia w Katedrze Matematyki i Fizyki na Uniwersytecie Moskiewskim, a następnie studiował nauki społeczne w Berlinie i Strasburgu, doktoryzując się w ich zakresie w 1902 roku. W tym samym roku powrócił do Rosji i rozpoczął pracę w Katedrze Statystyki na Petersburskim Instytucie Politechnicznym. W 1909 roku obronił doktorat w zakresie statystyki, a w latach 1910–1917 pracował jako profesor.
W 1917 roku wyjechał do Skandynawii, jednak w związku z trwającą wojną nie powrócił do Rosji. Do 1920 roku przebywał w Sztokholmie i Oslo, a następnie mieszkał w Niemczech, gdzie zarabiał na życie poprzez pracę naukową. W 1925 przeprowadził się do Pragi, lecz spędził tam jedynie kilka miesięcy, a następnie był poddany nieskutecznemu leczeniu we Włoszech. Ostatnie miesiące swojego życia spędził u swojego przyjaciela w Genewie.
W 1911 został wybrany członkiem Międzynarodowego Instytutu Statystycznego, w 1917 został członkiem korespondentem Rosyjskiej Akademii Nauk, a w 1923 członkiem honorowym Królewskiego Towarzystwa Statystycznego. Współpracował m.in. z Władysławem Bortkiewiczem i Karlem Pearsonem.